# إرني رييس جونيور
إرني رييس جونيور (بالإنجليزية: Ernie Reyes) هو ملاكم تايلندي وفنان قتالي وملاكم كيك بوكسينغ وممثل أمريكي، ولد في 15 يناير 1972 بسان خوسيه في الولايات المتحدة.

## أعمال

### أفلام
- (1991) المستقنع السري[4][5]
- (2001) ساعة الذروة 2[6]
- (2003) ذا رانداون[7]
- (2012) عملية إنقاذ[8]

## وصلات خارجية
- إرني رييس جونيور على موقع IMDb (الإنجليزية)
- إرني رييس جونيور على موقع ميتاكريتيك (الإنجليزية)
- إرني رييس جونيور على موقع روتن توميتوز (الإنجليزية)
- إرني رييس جونيور على موقع ألو سيني (الفرنسية)
- إرني رييس جونيور على موقع ميوزك برينز (الإنجليزية)
- إرني رييس جونيور على موقع قاعدة بيانات الفيلم (الإنجليزية)